# سیارک ۳۸۲۴
سیارک ۳۸۲۴ (به انگلیسی: 3824 Brendalee، نامگذاری:1929TK) سه هزار و هشتصد و بیست و چهارمین سیارک کشف شده‌است که در ۵ اکتبر ۱۹۲۹ کشف شد.
قدر مطلق سیارک برابر ۱۳٫۲۰ است.